# Egypt Lake-Leto
Egypt Lake-Leto ist  ein census-designated place (CDP) im Hillsborough County im US-Bundesstaat Florida mit 36.644 Einwohnern (Stand: 2020).

## Geographie
Egypt Lake-Leto grenzt im Osten und Süden direkt an Tampa und bildet mit der Stadt einen urbanen Raum. Der CDP wird vom U.S. Highway 92 (SR 580) durchquert.

## Demographische Daten
Laut der Volkszählung 2010 verteilten sich die damaligen 35.282 Einwohner auf 15.506 Haushalte. Die Bevölkerungsdichte lag bei 2276,3 Einw./km². 75,3 % der Bevölkerung bezeichneten sich als Weiße, 10,8 % als Afroamerikaner, 0,3 % als Indianer und 3,7 % als Asian Americans. 6,5 % gaben die Angehörigkeit zu einer anderen Ethnie und 3,4 % zu mehreren Ethnien an. 60,0 % der Bevölkerung bestand aus Hispanics oder Latinos.
Im Jahr 2010 lebten in 33,4 % aller Haushalte Kinder unter 18 Jahren sowie 21,4 % aller Haushalte Personen mit mindestens 65 Jahren. 62,4 % der Haushalte waren Familienhaushalte (bestehend aus verheirateten Paaren mit oder ohne Nachkommen bzw. einem Elternteil mit Nachkomme). Die durchschnittliche Größe eines Haushalts lag bei 2,55 Personen und die durchschnittliche Familiengröße bei 3,12 Personen.
25,1 % der Bevölkerung waren jünger als 20 Jahre, 32,4 % waren 20 bis 39 Jahre alt, 26,7 % waren 40 bis 59 Jahre alt und 15,7 % waren mindestens 60 Jahre alt. Das mittlere Alter betrug 35 Jahre. 48,5 % der Bevölkerung waren männlich und 51,5 % weiblich.
Das durchschnittliche Jahreseinkommen lag bei 38.189 $, dabei lebten 21,1 % der Bevölkerung unter der Armutsgrenze.
Im Jahr 2000 war Englisch die Muttersprache von 54,81 % der Bevölkerung, spanisch sprachen 41,40 % und 3,79 % hatten eine andere Muttersprache.